# Portel (Portugal)
Pour les articles homonymes, voir Portel.
Portel est une ville et municipalité du district d'Évora au Portugal.